# ELK4
La proteína que contiene el dominio ETS Elk-4 es una proteína que en humanos está codificada por el gen ELK4. Esta involucrado tanto en la activación transcripcional como en la represión de la expresión genética. La interacción con SIRT7 conduce al reclutamiento y estabilización de SIRT7 en los promotores, seguido de desacetilación de la histona H3 en 'Lys-18' (H3K18Ac) y posterior represión de la transcripción. Forma un complejo ternario con el factor de respuesta al suero (SRF). Requiere SRF unido al ADN para la formación de complejos ternarios y hace amplios contactos de ADN con el lado 5 del SRF, pero no se une al ADN de forma autónoma.

## Función
Este gen es miembro de la familia ETS de factores de transcripción y de la subfamilia del factor complejo ternario (TCF). Las proteínas de la subfamilia TCF forman un complejo ternario al unirse al factor de respuesta del suero y al elemento de respuesta del suero en el promotor del protooncogén c-fos. La proteína codificada por este gen es fosforilada por las quinasas MAPK1 y MAPK8. Se han descrito varias variantes de transcripción para este gen.

## Interacciones
Se ha demostrado que ELK4 interactúa con:
- BRCA1,[6] y
- Factor de respuesta sérica[7][8]